# Krćevac
Krćevac (cyr. Крћевац) – wieś w Serbii, w okręgu szumadijskim, w gminie Topola. W 2011 roku liczyła 641 mieszkańców.